# Žitorađe
Žitorađe es una localidad situada en el municipio de Vladičin Han, en el distrito de Pčinja, Serbia. Según el censo de 2022, tiene una población de 1257 habitantes.
Se ubica a orillas del río Vrla, a medio camino entre las localidades de Vladičin Han y Surdulica sobre la carretera 40.